# Suuri-Jonsa
Suuri-Jonsa är en sjö i kommunen Lapinlax i landskapet Norra Savolax i Finland. Arean är 44 hektar och strandlinjen är 6,61 kilometer lång. Sjön  ingår i Vuoksens huvudavrinningsområde.   Den ligger omkring 54 kilometer norr om Kuopio och omkring 390 kilometer norr om Helsingfors. 
I sjön finns ön Esterinsaari. 